# Познанская, Нина Васильевна
Нина Васильевна Познанская (Перегудова) (15 сентября 1932, Умёт, Тамбовская область, РСФСР, СССР) — советская баскетболистка, Заслуженный мастер спорта СССР (1960). 3-кратный чемпион мира, 5-кратная чемпионка Европы, капитан сборной СССР (1961—1967). Награждена орденом «Знак Почёта», памятной медалью Госкомспорта СССР «За выдающиеся спортивные достижения», знаком «100-летие российского баскетбола», памятной медалью «За развитие олимпийского движения». В 1966 году Американская ассоциация спортсменов-любителей вручила ей награду «Бронзовые руки», как одной из лучших разыгрывающих мирового баскетбола.

## Биография
Начала заниматься баскетболом в 14 лет в спортшколе Василеостровского района (бывший Свердловский район) у молодого тренера Александра Гомельского.
С 1952 года начала выступать за команды класса «А» чемпионата СССР. Первые достижения в карьере баскетболистки пришли в 1956 году: вызов в сборную СССР на чемпионат Европы в Чехословакии, где команда завоевала золотые медали и бронзовая медаль I Спартакиады народов СССР.
В течение 11 лет выступлений за национальную сборную она выиграла 3 первенства мира и 5 чемпионатов Европы. В 1961—1967 гг. — капитан сборной СССР.
На клубном уровне успехи сопутствовали, когда баскетболистка выступала за ленинградский «СКА»: трёхкратный серебряный призёр чемпионата СССР и пятикратный бронзовый призёр.
В 1970 году, после расформирования армейского клуба, закончила играть в баскетбол. После этого перешла на тренерскую работу — в 1971—1977 гг. — тренер юношеских команд СКА (Ленинград).
С 1977 года работала государственным тренером Спорткомитета СССР по Ленинграду. С 1997 года — первый вице-президент Федерации баскетбола Санкт-Петербурга.

## Влияние Познанской на изменение правил баскетбола
В розыгрыше Кубка европейских чемпионов 1962 года ленинградский «СКА» в 1/8 финала встречался с варшавским «Академиком». Первый матч, который состоялся в Ленинграде, выиграли «армейки» (62:56). По существовавшему тогда положению о соревнованиях, в любом матче (независимо первый либо второй), если в основное время зафиксирована ничья, назначается дополнительная пятиминутка. И вот в ответном матче в Варшаве, за 14 секунд до его окончания, на табло горел счёт 70:70. Наставник «СКА» Владимир Желдин перед атакой своих баскетболисток берёт тайм-аут. Опасаясь, что в дополнительном тайме польки могут дожать его команду и набрать больше шести очков, Желдин даёт указание Познанской атаковать своё кольцо. После ввода мяча в игру он достаётся Нине, которая, вместо того чтобы атаковать, повела мяч к своему кольцу. Подойдя к своей «корзине», Познанская бросила мяч, но мимо, снова, подобрав его, бросила. Мяч покатался по дужке кольца и провалился (70:72). В это время игроки обеих команд спокойно наблюдали за происходящим на площадке. После матча «СКА» был освистан местными болельщиками. «Академик» подал протест в ФИБА, но он был отклонён. После этого случая в правила был включён пункт, запрещающий атаковать своё кольцо, а в положение о соревнованиях было внесено изменение: если ответный матч заканчивается вничью, то победителем в паре считается тот, кто выиграл первый матч.
Стоит отметить, что Нина Познанская за день до этих событий сама в шутку предложила такой вариант развития игры.

## Интересные факты
- Нина прожила в Ленинграде все 900 дней блокады во время Великой Отечественной войны. Из воспоминаний баскетболистки[4]:

«В сорок втором году у нашей семьи вдруг появилась возможность эвакуировать меня из блокадного Ленинграда. Нас всех посадили в автобус, который стоял у судоремонтных мастерских, где работала моя мама. Машина уже почти тронулась в путь, а я ну никак не хотела ехать. Я так громко орала и стучала ногами, что меня вытащили из автобуса. Суровый шофер запротестовал: „Делайте, что хотите, но эту сумасшедшую девочку я не повезу“.
В итоге мама хотя и очень рассердилась, но все же оставила меня дома. А потом мы узнали, что, когда наш автобус ехал по Дороге жизни, именно в него попала авиабомба. Все дети погибли. Вот так получается, что судьба меня уберегла».

- Внучка Нины Познанской Татьяна Абрикосова пошла по стопам бабушки, она является чемпионкой молодёжного первенства Европы (2008), обладательницей Кубка Европы (2012/13) и серебряным призёром Универсиады-2013.

## Достижения
- Чемпион мира: 1959, 1964, 1967
- Серебряный призёр чемпионата мира: 1957
- Чемпион Европы: 1956, 1960, 1962, 1964, 1966
- Серебряный призёр чемпионата СССР: 1961,1962
- Серебряный призёр Спартакиады народов СССР: 1963
- Бронзовый призёр чемпионата СССР: 1960, 1964, 1965
- Бронзовый призёр Спартакиады народов СССР: 1956, 1959
- Победитель Международных дружеских спортигр молодёжи: 1955, 1957

## Награды
- Орден «Знак Почёта» (16.09.1960) — за успешные выступления в XVII летних и VIII зимних Олимпийских играх 1960 года, а также за выдающиеся спортивные достижения[5]